# Нітрогеназа
(детальніше)
Nitrogenase (КФ 1.18.6.1) — фермент, що використовується організмами для фіксації атмосферного азоту (N2). Атмосферний азот у формі N2 відносно інертний завдяки своєму потрійному зв'язку. Тому фермент вимагає багато хімічної енергії, що звільнюється за рахунок гідролізу АТФ і відновлення таких агентів, як дітіоніт (звичайно in vitro) або ферродоксин in vivo. Продуктом реакції звичайно є аміак, який одразу об'єднується з глютаматом, формуючи глютамін. Фермент складається з гетеротетрамеру білка MoFe, який на короткий час зв'язується з гомодімерним білком Fe. Нітрогеназа набуває відновлювальних властивостей коли вона за'язується із відновленим і зв'язаним з нуклеотидом білком Fe. Гетерокомплекс проходить через цикл асоціації і дісоціації щоб перенести один електрон, що є обмежуючим кроком процесу. Процес вимагає багато енергії, вимагаючи наявності донора електрона і АТФ для забезпечили відновлювальних властивостей. Точний механізм каталізу все ще невідомий через труднощі в отриманні кристалів нітрогенази із зв'язаним азотом, тому що у вільному стані білок MoFe не зв'язує азот, а сам процес роботи ферменту вимагає як мінімум трьох переносів електрону на один каталіз. Нітрогеназа може зв'язувати ацетилен і чадний газ, які є неконкурентним субстратом і інгібітором ферменту відповідно. Газоподібний азот, проте, є конкурентоздатним субстратом для ацетилену, тому що він запобігає зв'язуванню ацетилена і, крім того, ацетилен вимагає тільки один електрон для відновлення .
Всі нітрогенази мають кофактори з атомами сірки і заліза, які включає гетерометал в активному сайті. У більшості, гетерометалом є молібден, хоча в деяких видах замість нього використовується ванадій або залізо.
Завдяки окислювальним властивостям кисню, більшість нітрогеназ безповоротньо інгібуються киснем (O2), який назавжди окисляє FE-S кофактори. Тому фіксація азоту вимагає механізмів уникнення кисню in vivo. Незважаючи на цю проблему, багато організмів використовують кисень як термінальний акцептор електрона для дихання. Один  відомий виняток - нещодавно виявлена нітрогеназа бактерії Streptomyces thermoautotrophicus, здатна працювати при наявності кисню. Крім того, Azotobacteraceae відомі своєю здатністю використовувати киснечутливу нітрогеназу за аеробних умов. Ця здатність раніше приписувалася високоій швидкості метаболізму, що дозволяє відновлення кисню на мембрані, але ідея виявилася необґрунтованою і неможливою при кисневих концентраціях понад 70 мкМ (звичайна природна концентрація — 230 мкМ O2) та під час обмеження поживних речовин .
Реакція, яку каталізує цей фермент, наступна:
N2 + 8H+ + 8e- + 16 ATP → 2NH3 + H2 + 16ADP + 16 Pi
Групи організмів та клітини, що містять нітрогеназу, включають (ці групи перекриваються):
- Діазотрофи
- Гетероцисти
- Azotobacteraceae
- Різобії
- Frankia